# 李奇時
李奇時（1993年8月16日—），生于吉林省长春市，中國女子速度滑冰運動員。

## 生平
李奇时在2014年前還是學習短道速滑，後才改練速度滑冰。其後，她先在全國選拔賽勝出，取得代表國家隊出戰同年冬季奧運會預賽的資格。在預賽中，她取得晉身奧運會的資格。而在當屆奧運會女子1500米比賽中，她以第27名完成賽事。
2022年2月，在北京冬奥会速度滑冰比赛中，李奇时获得了女子1000米第14名，并在女子团体追逐比赛中与队友韩梅、阿合娜尔·阿达克携手获得第5名。2023年3月，在荷兰海伦芬举行的2023年世界速度滑冰锦标赛中，李奇时与队友一起获得女子团体竞速赛铜牌

## 資料來源
1. ↑  "李奇時書寫冬奧“小奇跡” " Archive.today的存檔，存档日期2016-05-18 2014 2 17
2. ↑  半路“出家”滑到索契 李奇時創造“奇跡”[永久] 2014 2 18
3. ↑  . 新华社. 2022-03-01  [2023-07-16]. （原始内容存档于2023-07-16）.